# Saint John Flames
Die Saint John Flames waren ein kanadisches Eishockeyteam aus Saint John, New Brunswick, das von 1993 bis 2003 in der American Hockey League spielte. Die Mannschaft war in dieser Zeit Farmteam der Calgary Flames aus der NHL, welche das Vorgängerteam Utica Devils zunächst gekauft und schließlich nach Saint John umgesiedelt hatten.

## Geschichte
Nach der Umsiedlung standen die Flames zum ersten Mal 1998 im Finale um den Calder Cup, die Meisterschaft der AHL, allerdings verlor man die Serie gegen die Philadelphia Phantoms. 2001 gewannen die Saint John Flames den Pokal dann schließlich mit einem 4:2-Sieg gegen die Wilkes-Barre/Scranton Penguins, das Farmteam der Pittsburgh Penguins. Das sechste und entscheidende Spiel wurde dabei in der Harbour Station, dem Heimstadion der Mannschaft, gewonnen.
2005 wurde das Team schließlich nach Omaha, Nebraska umgesiedelt, wo es zwei Spielzeiten unter dem Namen Omaha Ak-Sar-Ben Knights aktiv war. Zur Saison 2007/08 wurde das Franchise erneut umgesiedelt, diesmal in die Quad Cities, wo es unter dem Namen Quad City Flames auflief.

## Berühmte ehemalige Spieler
Eine große Anzahl an Spielern der Saint John Flames schafften es, mit Erfolg in der NHL zu spielen. So standen beispielsweise im Finale um den Stanley Cup im Jahr 2004, Calgary Flames gegen die Tampa Bay Lightning, 17 Spieler auf dem Eis, die zuvor bei den Saint John Flames aktiv gewesen waren.
Einige der NHL-erfahrenen ehemaligen Spieler sind u. a.:
| - Steve Bégin - Wade Belak - Blair Betts - Jeff Cowan - Denis Gauthier - Jean-Sébastien Giguère | - Chuck Kobasew - Matthew Lombardi - Brett McLean - Steve Montador - Dwayne Roloson | - Dany Sabourin - Oleg Saprykin - Todd Simpson - Martin St. Louis - Cory Stillman |

## Spielzeiten

### Reguläre Saison
| Saison  | SP | S  | N  | U  | ON | P   | GF  | GA  | Platzierung          |
| ------- | -- | -- | -- | -- | -- | --- | --- | --- | -------------------- |
| 1993/94 | 80 | 37 | 33 | 10 | -  | 84  | 304 | 305 | 2. Atlantic Division |
| 1994/95 | 80 | 27 | 40 | 13 | -  | 67  | 250 | 286 | 4. Atlantic Division |
| 1995/96 | 80 | 35 | 30 | 11 | 4  | 85  | 272 | 264 | 2. Atlantic Division |
| 1996/97 | 80 | 28 | 36 | 13 | 3  | 72  | 237 | 269 | 2. Canadian Division |
| 1997/98 | 80 | 43 | 24 | 13 | 0  | 99  | 231 | 201 | 1. Atlantic Division |
| 1998/99 | 80 | 31 | 40 | 8  | 1  | 71  | 238 | 296 | 5. Atlantic Division |
| 1999/00 | 80 | 32 | 32 | 11 | 5  | 80  | 267 | 283 | 2. Atlantic Division |
| 2000/01 | 80 | 44 | 24 | 7  | 5  | 100 | 269 | 210 | 1. Canadian Division |
| 2001/02 | 80 | 29 | 34 | 13 | 4  | 75  | 182 | 202 | 5. Canadian Division |
| 2002/03 | 80 | 32 | 41 | 6  | 1  | 71  | 203 | 223 | 4. Canadian Division |

### Playoffs
| Saison  | 1. Runde           | 2. Runde           | 3. Runde           | Finale             |
| ------- | ------------------ | ------------------ | ------------------ | ------------------ |
| 1993/94 | N 3-4, MONC        | -                  | -                  | -                  |
| 1994/95 | N 1-4, PEI         | -                  | -                  | -                  |
| 1995/96 | S 3-1, SJML        | S 4-1, FRED        | N 3/4, PORT        | -                  |
| 1996/97 | N 2-3, HAM         | -                  | -                  | -                  |
| 1997/98 | S 3-1, SJML        | S 4-2, PORT        | S 4-1, HART        | N 2-4, PHIL        |
| 1998/99 | S 3-0, LOW         | N 0-4, FRED        | -                  | -                  |
| 1999/00 | N 0-3, LOW         | -                  | -                  | -                  |
| 2000/01 | S 3-0, PORT        | S 4-1, QUE         | S 4-1, PROV        | N 4-2, WBS         |
| 2001/02 | nicht qualifiziert | nicht qualifiziert | nicht qualifiziert | nicht qualifiziert |
| 2002/03 | nicht qualifiziert | nicht qualifiziert | nicht qualifiziert | nicht qualifiziert |